# Louise (opera)
Louise, v Česku hraná zpravidla pod názvem Louisa, je opera (hudební román) Gustava Charpentiera z roku 1900 o čtyřech jednáních a pěti obrazech. Česká premiéra proběhla v Národním divadle dne 13. února 1903. Byla to oblíbená opera Leoše Janáčka.

## Nahrávky
- 1976 - Georges Prêtre, Ambrosian Opera Chorus, New Philharmonia Orchestra, V hlavních rolích zpívají: Louise - Ileana Cotrubas, Otec - Gabriel Bacquier, Julien - Plácido Domingo, Matka - Jane Berbié, Noční tulák - Michel Sénéchal.